# Philonerax cienagaensis
Philonerax cienagaensis är en tvåvingeart som beskrevs av Hengst och Artigas 2003. Philonerax cienagaensis ingår i släktet Philonerax och familjen rovflugor. Inga underarter finns listade i Catalogue of Life.